# Plaza de toros de Cádiz
La plaza de toros de Cádiz, conocida también como plaza de toros Asdrúbal, fue una plaza de toros que existió en la ciudad de Cádiz desde 1929 hasta 1976, en lo que hoy en día, es la plaza de Asdrúbal.

## Historia
Fue la primera de las plazas de toros con las que contó a lo largo de su historia la ciudad de Cádiz que no estaba construida con madera. Las obras las inició una sociedad de accionistas naturales de Cádiz que tenía como razón social Plaza de Toros de Cádiz Sociedad Anónima, esta sociedad, no pudo ver culminado su objetivo, paralizándose las obras con un tercio del edificio construido. Intervino entonces el ayuntamiento, haciéndose cargo de las acciones, terrenos y obra el alcalde Ramón de Carranza, inaugurándose la plaza el 30 de mayo de 1929 con una corrida de la divisa de la ganadería de Indalecio García Mateos de Córdoba a cargo de los matadores, Valencia II, Posadas y Algabeño. El cartel de la inauguración,  pintado por Francisco Prieto, magistral pintor de paisajes y escenas costumbristas, y representa a Paquiro de cuerpo entero con la nueva plaza de toros al fondo. En el coso cabían cómodamente 11 500 personas en tendidos y gradas cubiertas.
Al comienzo de la guerra civil española, se utilizó su fachada como paredón para fusilamientos, lo que hizo, que a modo de luto, en la ciudad se dejara de acudir a los eventos allí celebrados.
El 22 de junio de 1952 se produjo la única muerte en esta plaza, la del torero cómico Manuel Moreno Aragón que participaba en el festival del Sindicato Hortícola, Sección de Tabacaleros, y fue alcanzado por la becerra en uno de los saltos. Al caer se fracturó la columna vertebral y falleció al día siguiente.
Siendo el empresario José Belmonte Fernández, se celebró en ella la que sería la última corrida de toros, el 16 de julio de 1967, a cargo de los matadores Juan Antonio Romero, Paco Camino y El Cordobés que mataron reses de Juan Pedro Domecq.  El 18 de julio de 1967 cerró sus puertas tras un festejo de El Bombero Torero. El 19 de julio la plaza fue clausurada por ruina.
Los empresarios taurinos Diodoro Canorea y Enrique Barrilaro quisieron reabrir el edificio y ofrecer festejos, suscribiendo un contrato con el Ayuntamiento en los últimos años de existencia del coso.
A los 9 años de su clausura, el 15 de mayo de 1976 el ayuntamiento acordó el derribo total ante el peligro de hundimiento.